# Dardo Sebastián Dorronzoro
Dardo Sebastián Dorronzoro (San Andrés de Giles, 14 de julio de 1913 – detenido-desaparecido en Luján el 25 de junio de 1976). Escritor, poeta y herrero autor de numerosas obras literarias.

## Historia
Nació en San Andrés de Giles en 1913, Provincia de Buenos Aires, Argentina, en el seno de una numerosa familia socialista que termina instalándose en Luján a causa de las presiones por sus ideas políticas. De oficio herrero, trabajaba en su taller todas las mañanas y por la tarde se dedicaba a la poesía. Recibió menciones y premios en diferentes concursos nacionales.  
En 1964 publicó la novela La nave encabritada tras ganar el Premio Emecé de Novela. Colaboró en varias publicaciones periódicas y culturales como los diarios El Civismo de Luján y La Gaceta de Tucumán. 
A comienzos de la década de 1970, dirigió junto al poeta Carlos Patiño la sección de poesía del periódico Alberdi. En ese contexto forjó una amistad con el poeta Roberto Jorge Santoro, quien lo invitó a participar del Informe sobre Trelew, publicación colectiva vinculada a Revista El Barrilete, donde Dorronzoro dejó testimonio de su poesía comprometida. Fue también Santoro quien, en 1975, editó su primer libro de poesía, Una sangre para el día, con la Editorial Papeles de Buenos Aires - Colección La Pluma y la Palabra.
Fue secuestrado el 25 de junio de 1976, pero había sido secuestrado anteriormente en su casa situada en el barrio La Loma de Luján. A principios de marzo de 1976 actuaba en la zona una brigada denominada Bruno Genta, conformada por personal del Regimiento 6 de Infantería del área 115 de Mercedes. La brigada había amenazado primero y secuestrado después a una decena de militantes lujanenses. Permanece en condición de desaparecido.
Actualmente en su homenaje se realiza el Concurso Nacional de Poesía “Dardo Sebastián Dorronzoro” en la Universidad Nacional de Luján, cuyo auditorio también lleva el nombre del poeta.

## Obra
Novelas:

Portada de La nave encabritada (1964)

- La nave encabritada (1964) - Emecé Editores [Premio Emecé Novela 1964]

Poesía:
- Una sangre para el día (1975) - Editorial Papeles de Bs As — Colección La Pluma y la Palabra
- Llanto americano (1984) [aparecido ocho años después de su desaparición]
- Viernes 25. Poemas y fragmentos de una búsqueda (2016) - Ed. Marina Álamo Bryan y Magaly Olivera, México: Impresos Bautista

Trabajos inéditos:
- La grieta
- Para no morir
- Quien heredará nuestra sangre
- Fusiles al amanecer
- La porción del diablo (cuentos)

Entre sus poemas se encuentra Declaración Jurada: